# 현경 (연호)
현경(顯慶)은 중국 당(唐) 고종(高宗)의 두 번째 연호이다. 655년 11월에 측천황후 무씨(則天皇后 武氏)를 새로 황후에 책봉한 것을 기념하기 위해 이듬해 개원하였다. 656년에서 661년 2월까지 5년 2개월 동안 사용하였다. 훗날 당 중종이 황위에 오르자 당 중종의 이름인 이현(李顯)을 피하기 위해 명경(明慶) 또는 광경(光慶)으로 바꾸어 부르기도 하였다.

## 개원
영휘(永徽) 7년 1월 7일(656년 2월 7일)에 연호를 현경(顯慶)으로 개원함.

## 연대대조표
| 현경                | 원년       | 2년        | 3년        | 4년        | 5년        | 6년        |
| 서력                | 656년      | 657년      | 658년      | 659년      | 660년      | 661년      |
| 육십간지 (六十干支) | 병진(丙辰) | 정사(丁巳) | 무오(戊午) | 기미(己未) | 경신(庚申) | 신유(辛酉) |

## 삭일(1일)
| 현경 원년 (656년) | 1월             | 2월             | 3월             | 4월             | 5월             | 6월             | 7월             | 8월             | 9월             | 10월            | 11월            | 12월            |                 |
| ----------------- | --------------- | --------------- | --------------- | --------------- | --------------- | --------------- | --------------- | --------------- | --------------- | --------------- | --------------- | --------------- | --------------- |
| 삭일(음력)        | 병인일 (丙寅日) | 을미일 (乙未日) | 을축일 (乙丑日) | 을미일 (乙未日) | 갑자일 (甲子日) | 갑오일 (甲午日) | 계해일 (癸亥日) | 계사일 (癸巳日) | 임술일 (壬戌日) | 임진일 (壬辰日) | 신유일 (辛酉日) | 신묘일 (辛卯日) |                 |
| 율리우스력        | 656년 2월 1일   | 3월 1일         | 3월 31일        | 4월 30일        | 5월 29일        | 6월 28일        | 7월 27일        | 8월 26일        | 9월 24일        | 10월 24일       | 11월 22일       | 12월 22일       |                 |
| 현경 2년 (657년)  | 1월             | 윤1월           | 2월             | 3월             | 4월             | 5월             | 6월             | 7월             | 8월             | 9월             | 10월            | 11월            | 12월            |
| 삭일(음력)        | 경신일 (庚申日) | 경인일 (庚寅日) | 기미일 (己未日) | 기축일 (己丑日) | 무오일 (戊午日) | 무자일 (戊子日) | 무오일 (戊午日) | 정해일 (丁亥日) | 정사일 (丁巳日) | 병술일 (丙戌日) | 병진일 (丙辰日) | 을유일 (乙酉日) | 을묘일 (乙卯日) |
| 율리우스력        | 657년 1월 20일  | 2월 19일        | 3월 20일        | 4월 19일        | 5월 18일        | 6월 17일        | 7월 17일        | 8월 15일        | 9월 14일        | 10월 13일       | 11월 12일       | 12월 11일       | 658년 1월 10일  |
| 현경 3년 (658년)  | 1월             | 2월             | 3월             | 4월             | 5월             | 6월             | 7월             | 8월             | 9월             | 10월            | 11월            | 12월            |                 |
| 삭일(음력)        | 갑신일 (甲申日) | 갑인일 (甲寅日) | 계미일 (癸未日) | 계축일 (癸丑日) | 임오일 (壬午日) | 임자일 (壬子日) | 신사일 (辛巳日) | 신해일 (辛亥日) | 경진일 (庚辰日) | 경술일 (庚戌日) | 경진일 (庚辰日) | 기유일 (己酉日) |                 |
| 율리우스력        | 658년 2월 8일   | 3월 10일        | 4월 8일         | 5월 8일         | 6월 6일         | 7월 6일         | 8월 4일         | 9월 3일         | 10월 2일        | 11월 1일        | 12월 1일        | 12월 30일       |                 |
| 현경 4년 (659년)  | 1월             | 2월             | 3월             | 4월             | 5월             | 6월             | 7월             | 8월             | 9월             | 10월            | 윤10월          | 11월            | 12월            |
| 삭일(음력)        | 기묘일 (己卯日) | 무신일 (戊申日) | 무인일 (戊寅日) | 정미일 (丁未日) | 정축일 (丁丑日) | 병오일 (丙午日) | 병자일 (丙子日) | 을사일 (乙巳日) | 을해일 (乙亥日) | 갑진일 (甲辰日) | 갑술일 (甲戌日) | 계묘일 (癸卯日) | 계유일 (癸酉日) |
| 율리우스력        | 659년 1월 29일  | 2월 27일        | 3월 29일        | 4월 27일        | 5월 27일        | 6월 25일        | 7월 25일        | 8월 23일        | 9월 22일        | 10월 21일       | 11월 20일       | 12월 19일       | 660년 1월 18일  |
| 현경 5년 (660년)  | 1월             | 2월             | 3월             | 4월             | 5월             | 6월             | 7월             | 8월             | 9월             | 10월            | 11월            | 12월            |                 |
| 삭일(음력)        | 임인일 (壬寅日) | 임신일 (壬申日) | 임인일 (壬寅日) | 신미일 (辛未日) | 신축일 (辛丑日) | 경오일 (庚午日) | 경자일 (庚子日) | 기사일 (己巳日) | 기해일 (己亥日) | 무진일 (戊辰日) | 무술일 (戊戌日) | 정묘일 (丁卯日) |                 |
| 율리우스력        | 660년 2월 16일  | 3월 17일        | 4월 16일        | 5월 15일        | 6월 14일        | 7월 13일        | 8월 12일        | 9월 10일        | 10월 10일       | 11월 8일        | 12월 8일        | 661년 1월 6일   |                 |
| 현경 6년 (661년)  | 1월             | 2월             | 3월             | 4월             | 5월             | 6월             | 7월             | 8월             | 9월             | 10월            | 11월            | 12월            |                 |
| 삭일(음력)        | 정유일 (丁酉日) | 병인일 (丙寅日) | 병신일 (丙申日) | 을축일 (乙丑日) | 을미일 (乙未日) | 을축일 (乙丑日) | 갑오일 (甲午日) | 갑자일 (甲子日) | 계사일 (癸巳日) | 계해일 (癸亥日) | 임진일 (壬辰日) | 임술일 (壬戌日) |                 |
| 율리우스력        | 661년 2월 5일   | 3월 6일         | 4월 5일         | 5월 4일         | 6월 3일         | 7월 3일         | 8월 1일         | 8월 31일        | 9월 29일        | 10월 29일       | 11월 27일       | 12월 27일       |                 |

## 같이 보기
- 중국의 연호 목록